# Theodric

Bernicia und seine Nachbarreiche

Theodric (auch Ðeodric, þeodric, Theodoric, Flamddwyn (Flammengeber); † 579) war von 572 bis 579 König des angelsächsischen Königreiches Bernicia.

## Leben
Theodric gilt als Sohn von König Ida von Bernicia und Königin Bearnoch. Die genauen Regierungsdaten und die chronologische Einordnung zwischen die Regierungen seiner Brüder ist nicht eindeutig gesichert, da zeitgenössische Quellen fehlen. Manchmal wurde er als Nachfolger von Hussa und Vorgänger von Æthelfrith in der Zeit um 586/593 eingeordnet. Nach heutiger Kenntnis folgte er wahrscheinlich 572 auf Æthelric und regierte bis 579.
Theodric überfiel mit seinen Söhnen das britannische Königreich Rheged, wurde aber von König Urien und dessen Sohn Owain bei Argoed Llwyfain geschlagen. Eine Allianz der britannischen Könige Urien, Rhydderch Hael von Strathclyde, Gwallog ap Llaennog von Elmet und Morcant von Gododdin (oder Bryneich) fiel daraufhin in Bernicia ein. Es folgten Kämpfe mit wechselndem Ausgang. Der Überlieferung zufolge soll Theodric schließlich von der feindlichen Streitmacht drei Tage lang vergeblich auf der Insel Medgawdd (Lindisfarne) belagert worden sein. Uneinigkeit der britannischen Könige, die in der Ermordung Uriens durch einen Verbündeten gipfelte, führte zur Aufhebung der Belagerung und beendete den Feldzug. Nach Auffassung einiger Historiker war es König Hussa (585–592) oder möglicherweise auch Æthelfrith (592–616), der auf Lindisfarne belagert wurde.
Im Jahr 579 fiel Theodric in einer Schlacht gegen Owain von Rheged. Nach Theodrics Tod folgte Frithuwald, der von der älteren Forschung manchmal als sein Bruder aufgefasst wurde, auf den Thron.